# La Val
La Val (alemany Wengen, italià La Valle) és un municipi italià, dins de la província autònoma de Tirol del Sud. És un dels municipis del vall de Gran Ega (Ladínia). L'any 2007 tenia 1.251 habitants. Limita amb els municipis de Badia, Mareo i San Martin de Tor.

## Situació lingüística
| Pertinença lingüística (cens 2001) | 1,75% alemany |
| Pertinença lingüística (cens 2001) | 0,58% italià  |
| Pertinença lingüística (cens 2001) | 97,67% ladí   |

## Administració
| Període | Identitat       | Partit        |
| ------- | --------------- | ------------- |
| 2004-   | Franz Complojer | Llista cívica |

## Galeria d'imatges

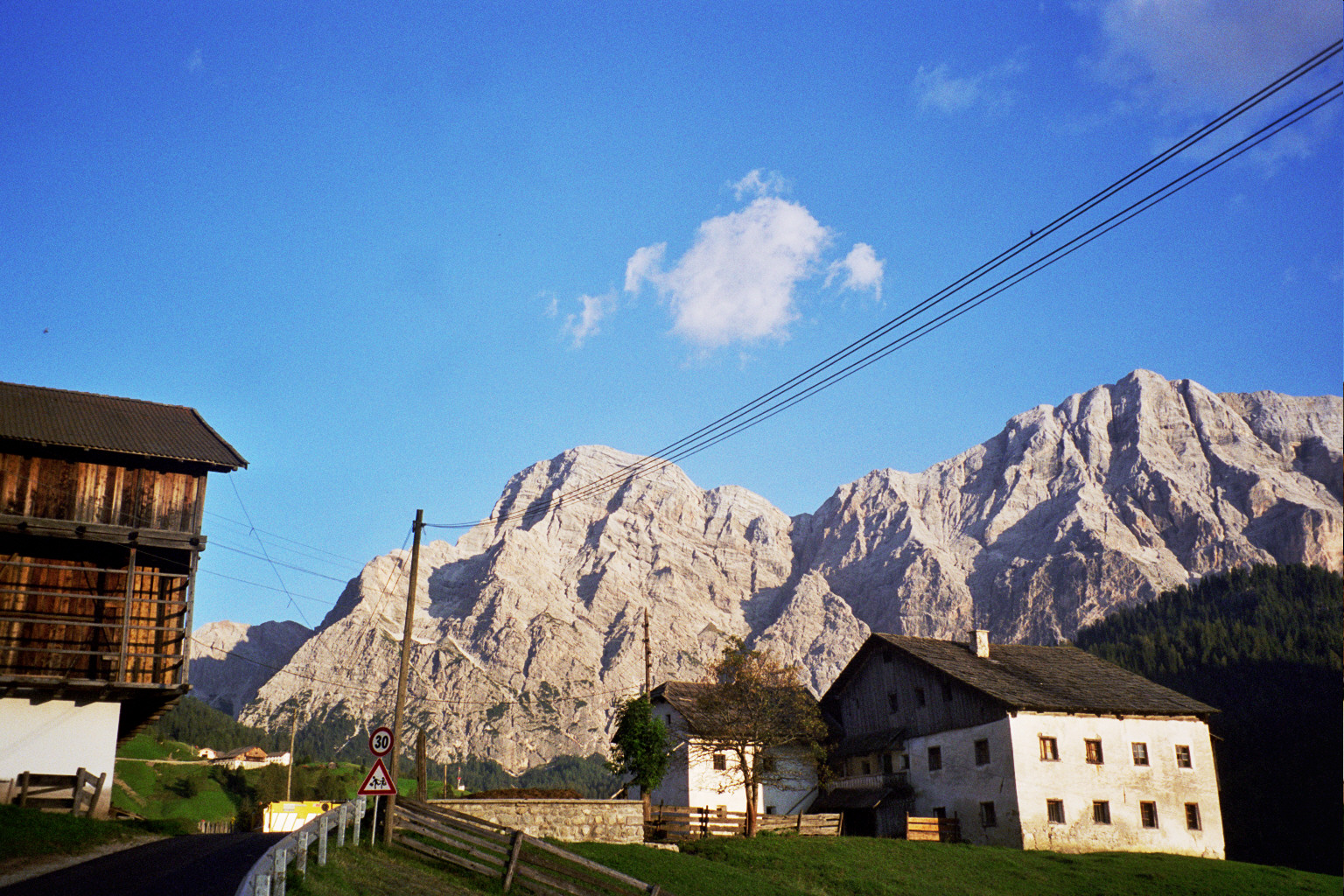
Miribun
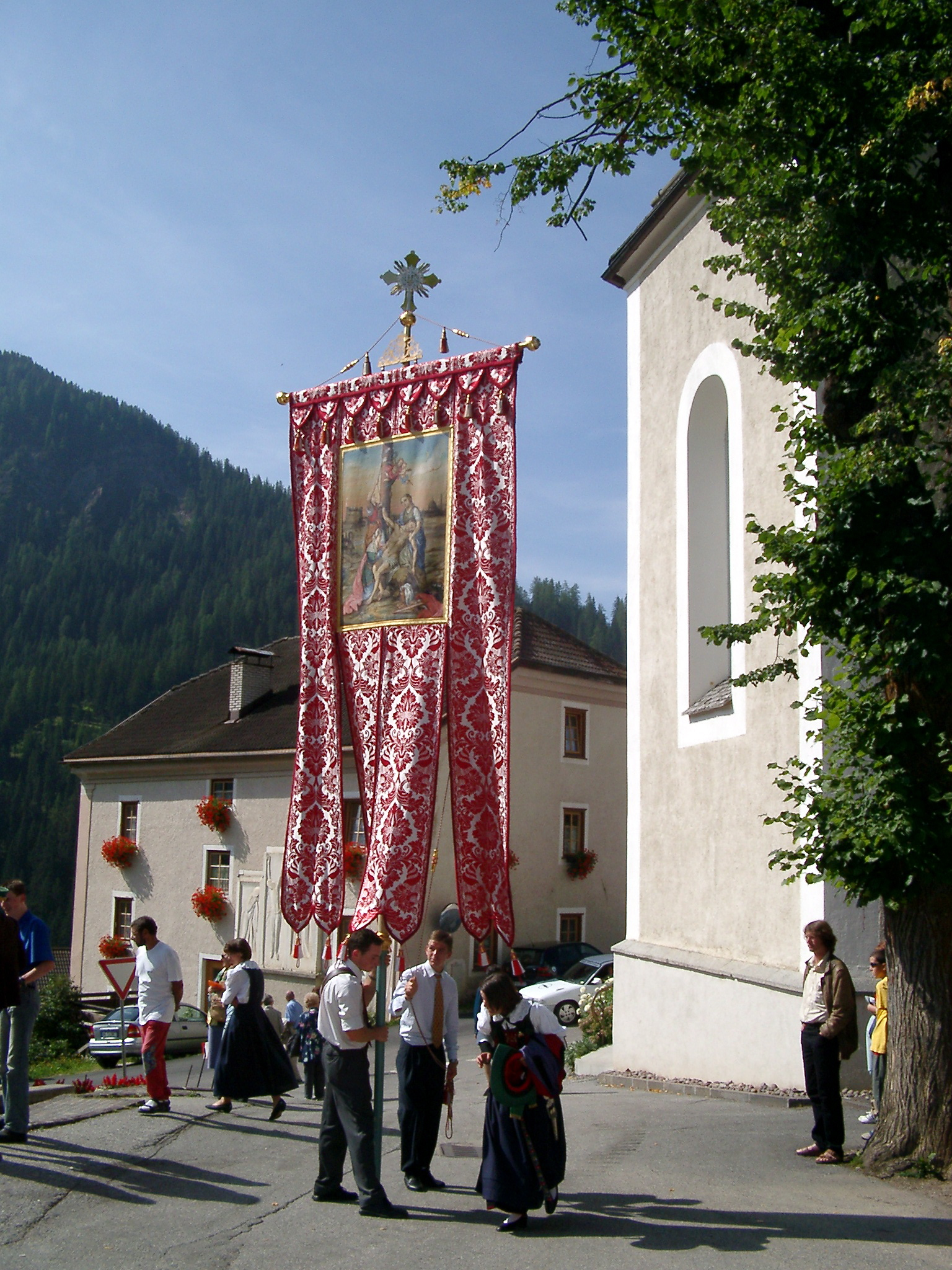
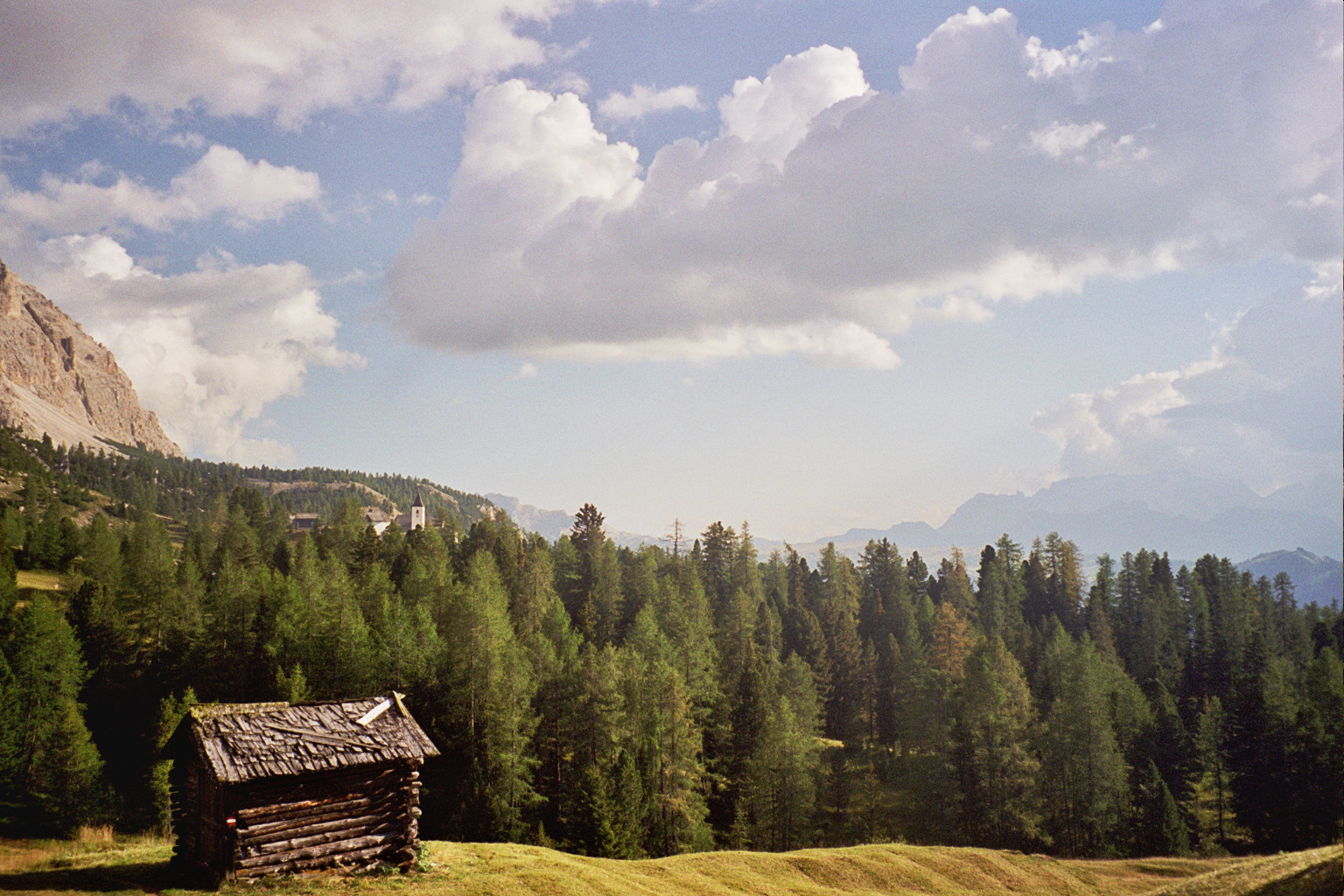
Armentara
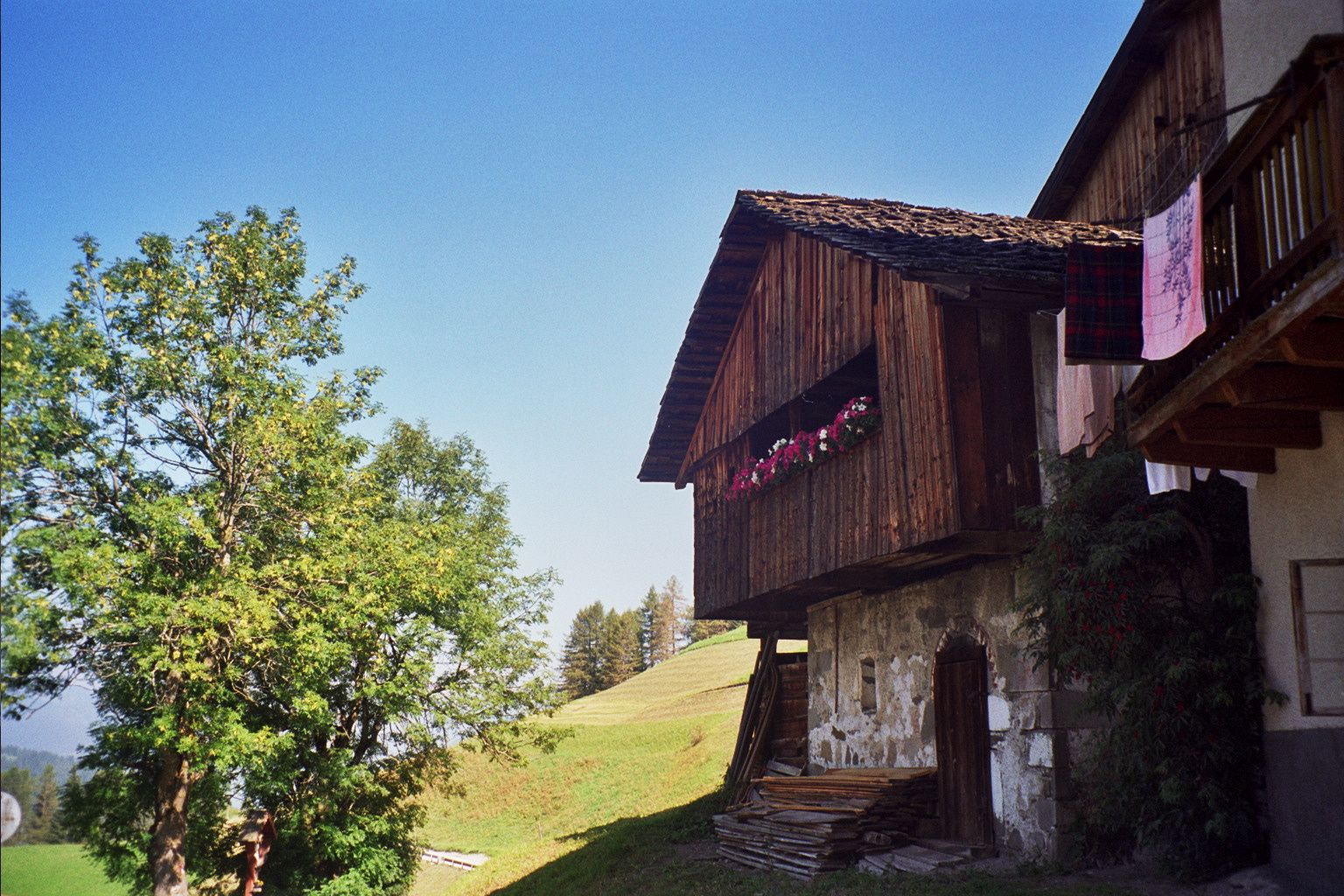
Furnacia

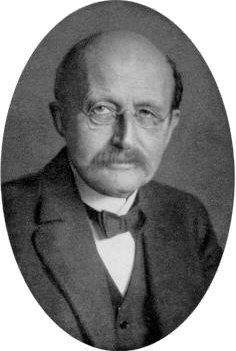
Max Planck, Premi Nobel de Física , sojornà a Rumestluns
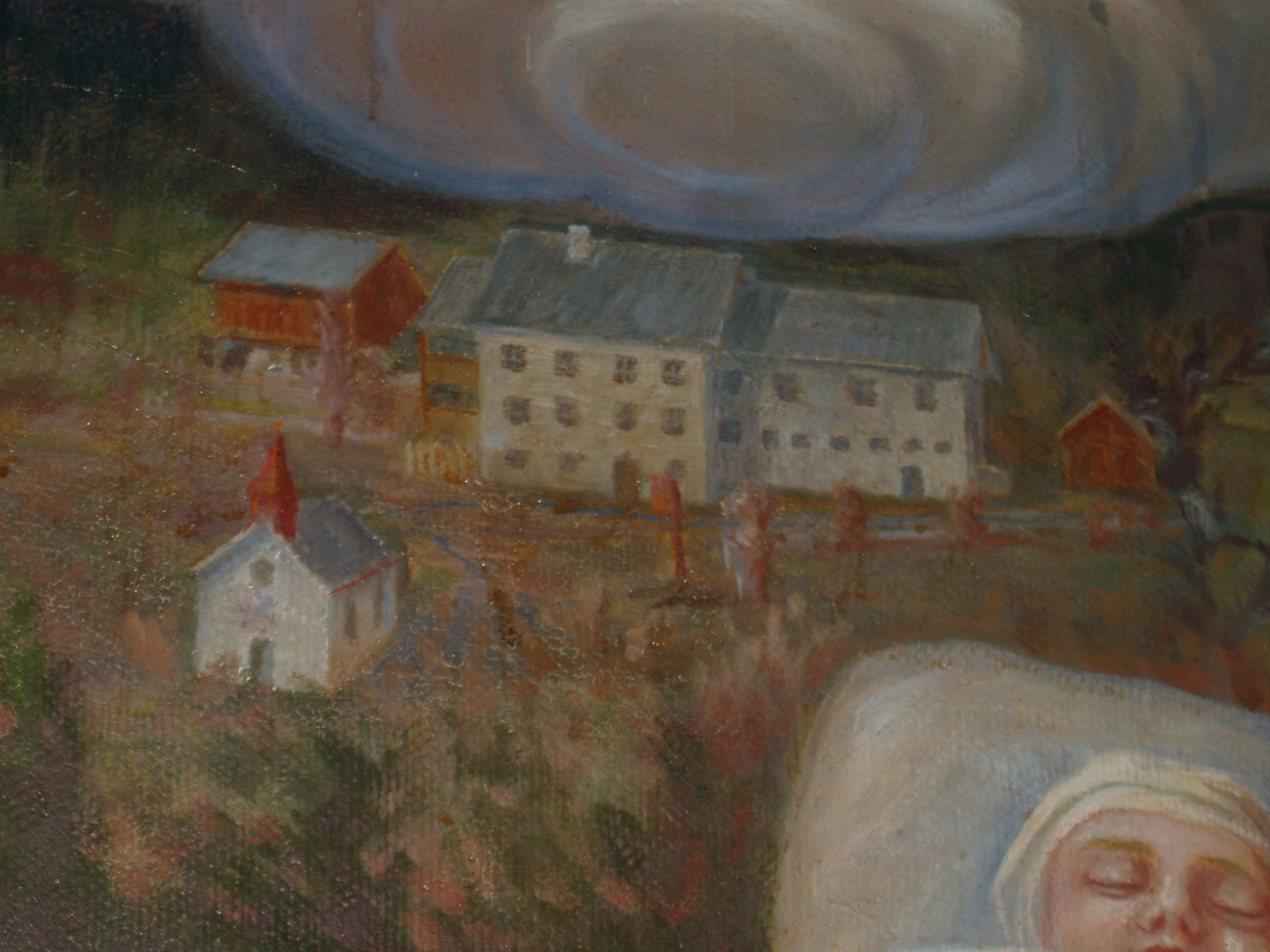
Rumestluns
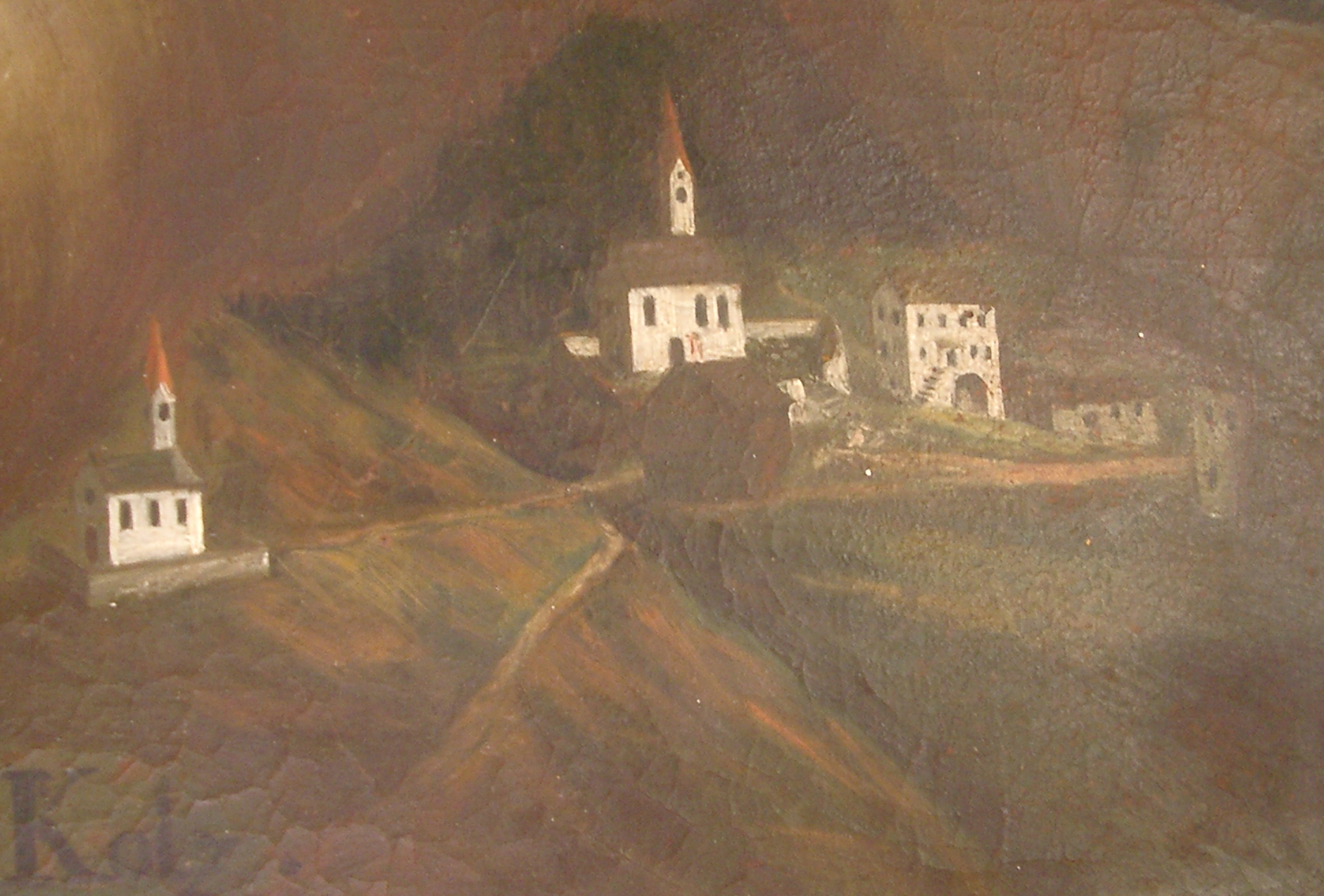
Santa Barbara - Giachomo Kolz - 1806

Territori comunal

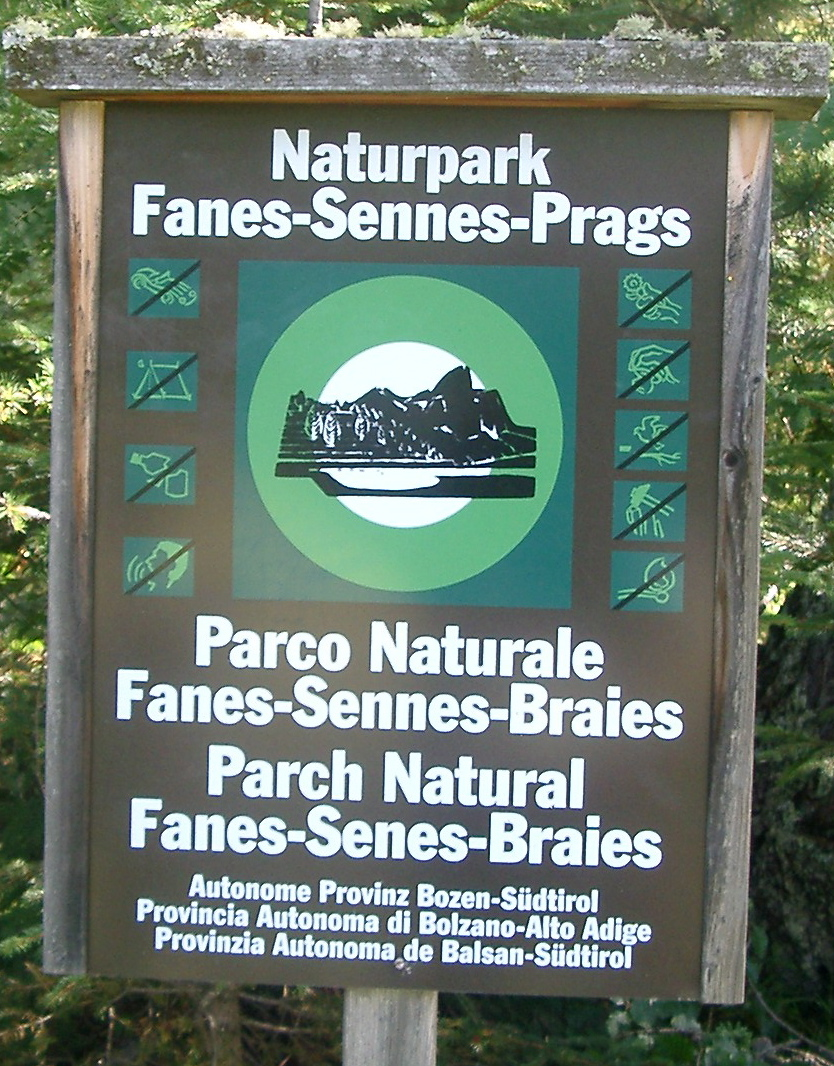
Fanes Senes Braies